# Walter Trampler
Walter Trampler (* 25. August 1915 in München; † 27. September 1997 in Port Joli, Nova Scotia, Kanada) war ein US-amerikanischer Bratschist und Hochschullehrer deutscher Herkunft.

## Leben
Trampler wurde 1915 als Sohn von Johann Trampler, Violinist am Königlichen Hoforchester, und dessen Frau in München geboren. Er erhielt zunächst Violinunterricht durch seinen Vater und debütierte als solcher 1933 mit Ludwig van Beethovens Violinkonzert. Später lernte er Bratsche und debütierte 1935 mit Wolfgang Amadeus Mozarts Sinfonia concertante für Violine und Viola Es-Dur. Anfang der 1930er Jahre studierte er bei Theodor Kilian an der Staatlichen Akademie der Tonkunst, Hochschule für Musik in München. Von 1935 bis 1938 war er Solobratscher beim Orchester des Deutschlandsenders. Dort begegnete er Elly Ney, Ludwig Hoelscher und Max Strub. Trampler wurde solistisch und kammermusikalisch tätig u. a. als Mitglied im Strub-Quartett (mit Max Strub, Jost Raba und Ludwig Hoelscher). Er verantwortete in dieser Zeit u. a. die Uraufführung von Wolfgang Fortners Concertino für Bratsche und Kammerorchester.
Im Jahr 1939 emigrierte er aus Solidarität mit seinen jüdischen Musikerkollegen über Frankreich in die USA. Von 1939 bis 1942 war er kurzzeitig Associate Professor am Rollins College in Winter Park, Florida. 1940/41 wurde am Berkshire Music Center (Tanglewood) in Lenox, Massachusetts tätig. Serge Koussevitzky verpflichtete ihn von 1942 bis 1944 beim Boston Symphony Orchestra. Als Kammermusiker spielte er auch bei der Zimbler Sinfonietta. 1944 nahm er die Staatsbürgerschaft der Vereinigten Staaten an. Im Zweiten Weltkrieg diente er im US Army Medical Corps. Unter Leonard Bernstein wurde er 1946 Mitglied des City Center Symphony and Opera Orchestra New York. Danach verschrieb er sich verstärkt der Kammermusik. 1947 begründete er mit Broadus Erle, Claus Adam und Matthew Raimondi das New Music Quartet, in dem er bis 1956 spielte. Von 1953 bis 1956 und 1961/62 war er beim Aspen Music Festival in Colorado tätig. Als Gastmusiker trat er ab 1955 mit dem Juilliard String Quartet, dem Budapest Quartet und dem Guarneri String Quartet sowie dem Beaux Arts Trio auf. Ab 1956 tourte er durch Europa. Von 1958 bis 1960 trat er beim Casals Festival in San Juan, Puerto Rico in Erscheinung. Konzerte gab er darüber hinaus u. a. an der New School for Social Research und am Lincoln Center for the Performing Arts. Von 1969 bis 1994 war er Gründungsmitglied der Chamber Music Society of Lincoln Center.
Ab 1962 war er Professor für Viola und Kammermusik an der Juilliard School in New York City. Außerdem wirkte er am Peabody Conservatory in Baltimore, Maryland und an der Yale University in New Haven, Connecticut, wo er auch Mitglied des Yale String Quartet war. 1972 wurde er Adjunct Professor an der Boston University in Massachusetts. Später unterrichtete er am New England Conservatory of Music in Boston, Massachusetts und am Mannes College of Music in New York City. Zu seinen Schülern gehörten u. a. Nobuko Imai und Kim Kashkashian. 1963 unternahm er eine Tournee in den Fernen Osten. Seit den 1950er Jahren widmete er sich der Barockmusik (Viola d’amore). Er rekonstruierte das Violakonzert von Johann Baptist Vanhal. Außerdem war er zeitlebens an der zeitgenössischen Musik interessiert. So brachte er mehrere Werke Luciano Berios zur Uraufführung. Simon Bainbridge widmete ihm sen Violakonzert. Darüber hinaus führte Trampler u. a. Werke von George Perle, Marc Neikrug, Larry Austin und Vincent Persichetti auf. 1972 übernahm er mit dem Cleveland Orchestra die amerikanische Erstaufführung von Hans Werner Henzes Violakonzert. Trampler spielte auf einer Bratsche von Samuel Zygmuntowicz.
Trampler war viermal verheiratet und Vater zweier Kinder. Ein Teil seines Nachlasses wird in der Music Division der New York Public Library verwahrt.